# Société d'études ornithologiques de France
 (avril 2022).
La Société d’Études Ornithologiques de France (SEOF), est une association ornithologique française créée en 1993.
La SEOF collecte et étudie des données scientifiques fournies par des ornithologues professionnels et amateurs, et participe au développement, à la diffusion et à la valorisation de ces données. Elle s’intéresse principalement aux oiseaux de France, de ses territoires d'Outre-Mer et de la zone paléarctique. La SEOF publie la revue scientifique internationale et trimestrielle Alauda . Elle a son siège au Muséum national d'histoire naturelle de Paris.

## Historique
La SEOF est née du rapprochement, en 1993, des deux sociétés ornithologiques nationales, la Société Ornithologique de France (SOF), créée en 1909, et la Société d’Études Ornithologiques (SEO).
En 1929, la revue Alauda est créée sous le patronage de Paul Paris, professeur de zoologie à la Faculté des Sciences de Dijon,. La même année, avec Henri Jouard, qui l’assiste pour la rédaction de la revue, il fonde la Société d’Études Ornithologiques (SEO).

## Direction
- Membres fondateurs
  - Claude Chappuis
- Présidents
  - Pierre Migot

## Publications

### Revue scientifique
- Alauda

### Publications de disques
- Oiseaux d’Afrique, Vol. 1, avec la collaboration de la British Library National Sound Archive (NSA)[8], C. Chappuis
- Oiseaux d’Afrique, Vol. 2, avec la collaboration de la British Library National Sound Archive (NSA)[8], C. Chappuis
- Oiseaux de Madagascar, Mayotte, Comores, Seychelles, Réunion, Maurice [9], P. Huguet et C. Chappuis